# 22890 Рутаелліс
22890 Рутаелліс (22890 Ruthaellis) — астероїд головного поясу, відкритий 29 вересня 1999 року.
Тіссеранів параметр щодо Юпітера — 3,585.